# المركز الطبي العالمي
المركز الطبي العالمي هو مستشفى عسكري مصري يتبع إدارة الخدمات الطبية للقوات المسلحة المصرية، يقع في الكيلو 42 على طريق القاهرة - الإسماعيلية الصحراوي بمدينة الشروق بمحافظة القاهرة، على مساحة حوالي 59 فدان، تعود فكرة إنشاء المركز إلى سنة 1998 وتم افتتاحه رسمياً سنة 2004 بتعاون مصري أمريكي، يُعد أول مستشفى عسكرى في مصر وأفريقيا وخامس مستشفى عسكرى على مستوى العالم يحصل على شهادة اعتماد اللجنة الدولية المشتركة "JCI".
يُعتبر أحد أكبر المستشفيات العسكرية في مصر، إذ تبلغ السعة الاستيعابية للمركز 800 سرير و63 وحدة عناية مركزة و24 غرفة عمليات، ويضم كذلك العديد من العيادات الخارجية، وقسم خاص للطوارئ، وعدد ثلاثة مهبط مروحية، ويرأس المركز لواء طبيب/ مصطفى حسن أبو حطب.

## الأقسام والتخصصات
يضم المركز الطبي العالمي 38 تخصص طبي هي التخدير، أمراض القلب، الأسنان، الأنف والأذن والحنجرة، أمراض الصدر، الجلدية والتناسلية، الجهاز الهضمي والكبد، طب المسنين، الكلى والغدد الصماء، المخ والأعصاب، النساء والتوليد، العيون، أمراض الدام، العظام، الأطفال، التجميل، العلاج الطبيعي، الأشعة بأنواعها، الأورام، المسالك البولية، العلاج الإشعاعي، الأوعية الدموية، الطب النووي، الأمراض النفسية، الباطنة، مكافحة العدوى، والمعامل الطبية.

## وصلات خارجية
- الموقع الرسمي للمركز